# Bona Mansio Island
Bona Mansio Island (englisch; bulgarisch остров Бона Мансио ostrow Bona Mansio) ist eine vereiste, in ost-westlicher Ausrichtung 750 m lange, 635 m breite und 30 Hektar große Insel im Archipel der Biscoe-Inseln westlich der Antarktischen Halbinsel.  Sie liegt 90 m ostsüdöstlich von St. Christopher Island, 2,55 km südöstlich des Talbott Point von DuBois Island und 2,55 km südwestlich des Edholm Point von Krogh Island in der Papasow-Passage.
Die bulgarische Kommission für Antarktische Geographische Namen benannte sie 2020 nach dem Römerlager Bona Mansio im Süden Bulgariens.